# 332632 Pharos
332632 Pharos è un asteroide della fascia principale. Scoperto nel 2008, presenta un'orbita caratterizzata da un semiasse maggiore pari a 3,0521416 au e da un'eccentricità di 0,1701480, inclinata di 11,98991° rispetto all'eclittica.